# Muhammad Karim
Muhammad Karim (Urdu محمد کریم; * 1. Mai 1995 in Gilgit) ist ein pakistanischer Skirennläufer. Er startet hauptsächlich in den technischen Disziplinen Riesenslalom und Slalom.

## Karriere
Karim bestritt seine ersten Skirennen bei den Südasienwinterspielen 2011. Sein offizielles Renndebüt bei FIS-Rennen gab er am 19. Februar 2013 bei einem Juniorenrennen in Bormio. 
Muhammad Karim nahm an den Olympischen Winterspielen 2014, 2018 und 2022 teil und war bei allen drei Ausgaben bei den Eröffnungsfeiern Fahnenträger Pakistans. Bei seiner ersten Teilnahme 2014 konnte er mit dem 71. Platz im Riesenslalom sein bestes Ergebnis erzielen. Dieses konnte er auch bei zwei nachfolgenden Olympiateilnahmen nicht überbieten. 2018 belegte er in Pyeongchang den 72. Platz im Riesenslalom, 2022 in Peking schied er im Slalom aus.
Abgesehen von diesen internationalen Großereignissen bestritt Karim hauptsächlich FIS-Rennen in Vorderasien.

## Erfolge

### Olympische Winterspiele
- Sotschi 2014: 71. Riesenslalom
- Pyeongchang 2018: 72. Riesenslalom, DNF Slalom
- Peking 2022: DNF Slalom

### Weitere Erfolge
- 7 Podestplätze bei FIS-Rennen, davon ein Sieg